# Advanced Accelerator Applications
Advanced Accelerator Applications (AAA), (NASDAQ: AAAP) es un grupo farmacéutico especializado en el campo de la Medicina Nuclear.  El grupo opera en los tres segmentos principales de la Medicina Nuclear (PET, SPECT y Terapia) para el diagnóstico y tratamiento de patologías graves en los campos de oncología (cáncer), neurología, cardiología y enfermedades infecciosas e inflamatorias.

## Historia
AAA se creó en 2002 por el físico italiano Stefano Buono como una spin-off del CERN (European Organization for Nuclear Research). Actualmente AAA es una compañía pública que cotiza en el Nasdaq Global Select Market (índice NASDAQ) bajo el símbolo “AAAP”. AAA entró al NASDAQ el 11 de noviembre de 2015.
Las instalaciones de AAA constan actualmente de 20 plantas de producción y laboratorios de investigación y desarrollo que se dedican a la fabricación de productos terapéuticos y de diagnóstico en medicina nuclear y molecular. AAA cuenta con más de 600 profesionales repartidos en 13 países (Francia, Italia, Reino Unido, Alemania, Suiza, España, Polonia, Portugal, Holanda, Bélgica, Israel, Estados Unidos y Canadá).
El fundador y director ejecutivo de AAA es Stefano Buono. EL consejo de administración de AAA lo forman Frédéric Collet, Jessica Toepfer y Susanne Schaffert. 
En 2016, se alcanzaron ventas por valor de 109.3 millones de euros (+23% con respecto a 2015).

## Productos
AAA tiene una importante cartera de aplicaciones y productos diagnósticos y terapéuticos en el campo de la imagen molecular y terapia. Dicha cartera de radiofármacos incluye agentes radioactivos para la tomografía por emisión de positrones (PET), así como para tomografía por emisión monofotónica (SPECT).

## Productos en desarrollo
AAA tiene un amplio catálogo de productos en desarrollo. El principal producto en desarrollo de la compañía Lutetium Lu 177 dotatate (Lutathera), es un producto en fase III desarrollado para el tratamiento de ciertos tumores neuroendocrinos gastro-entero pancreáticos (GEP-TNE). Se dirige selectivamente hacia los receptores de somatostatina que están sobre-expresados en este tipo de tumor. Además de su efecto terapéutico este fármaco emite al mismo tiempo radiaciones gamma que permiten a los clínicos visualizar en qué parte del organismo se encuentran tanto el fármaco como el tumor. Otro producto de AAA en desarrollo es el radiofármaco galio-68 DOTATATE/DOTATOC (Somakit) que recibió la designación como fármaco huérfano tanto por la Food and Drug Administration de EE. UU. (FDA) y la Agencia Europea de Medicamentos (EMA), a principios de 2014, como agente de diagnóstico para tumores neuroendocrinos (GEP-NET).